# Foi Magia (canção)
"Foi Magia" foi a canção que representou Portugal na semi-final do Festival Eurovisão da Canção 2004 que teve lugar em Istambul, Turquia em 12 de Maio desse ano.
A referida canção foi interpretada em português por Sofia Vitória.
Como Portugal não tinha terminado a edição de 2003 dentro do top 10, a canção foi executada na semi-final. Aqui foi a sétima a cantar na noite do festival, depois da canção da Andorra "Jugarem a estimar-nos" e antes da canção da Malta "On Again...Off Again". A canção terminou em 15º lugar com 38 pontos, não conseguindo passar para a final.

## Autores
- Letrista: Paulo Neves
- Compositor: Paulo Neves

## Letra
A canção é um número up-tempo, com Vitória cantando sobre como se sentiu quando viu pela primeira vez seu amante, um sentimento que ela descreve como "mágica" e impossíveis de explicar.

## Versões
- "So magic" (em inglês)